# Asiago Hockey 2014-2015
Questa pagina contiene i dati relativi alla stagione hockeystica 2014-2015 della società di hockey su ghiaccio Asiago Hockey 1935.

## Stagione

### Preseason
La stagione 2014/15 ha visto l'importante novità di una nuova (ennesima) riforma dei campionati, che in questa stagione vennero allargati ad ulteriori compagini provenienti dalla serie cadetta, inoltre, per volere del neoeletto presidente federale (l'asiaghese Andrea Gios, peraltro ex giocatore proprio degli stellati) che decise anche di fissare un limite di soli 4 giocatori stranieri schierabili per squadra. Nonostante il disaccordo proprio dell'Asiago (e del Valpellice), il nuovo campionato iniziò (con l'appoggio di tutte le altre società) con questa regola: l'Asiago sul principio si disse contrario per via del gran numero di giocatori stranieri che avevano stretto con la società vicentina contratti pluriennali nelle stagioni passate, il club giallorosso si vide quindi costretto a rivedere alcuni contratti, in particolare cedette gli attaccanti Paul e Marc Zanette al Bolzano (che giocava in EBEL, quindi in un altro campionato) e il difensore Nick Ross all'Innsbruck, altro club militante nel campionato austriaco. Infine prese la strada di Torre Pellice André Signoretti, che sebbene in possesso di transfer card illimitato, e pertanto non considerato straniero, non rientrò più nei piani del club. Si accasarono all'Asiago invece l'ala Diego Iori, proveniente dal Fassa ed il difensore canadese Scott Hotham, reduce da tre stagioni in EBEL.
Nelle amichevoli estive saltò invece il consueto "Trofeo Migross" (così chiamato in onore del main sponsor) a causa delle continue piogge che non permisero ad Asiago, ASH Pergine (farm team dell'Asiago stesso) e Falchi Hockey Bosco Chiesanuova di giocare il triangolare nella pista (scoperta) di Bosco Chiesanuova. Si giocarono invece la "Aladdin Cup" in Scozia (trofeo già vinto dagli stellati nel 2012) contro Dundee Stars e Braehead Clan, due amichevoli col Cortina e infine il trofeo "Pepi Pichler" ad Appiano sulla Strada del Vino contro i locali dell'HC Eppan e l'SV Kaltern.

### Stagione regolare
Nonostante diversi incontri amichevoli disputati durante l'estate, tra cui il triangolare in Scozia, la settimana prima dell'inizio del campionato l'Asiago doveva ancora comunicare il proprio roster. Proprio in quei giorni infatti, il presidente dell'Asiago, l'architetto Enrico Vescovi, rassegnò le proprie dimissioni, motivate da difficoltà finanziarie del club a seguito del rinnovo incerto da parte del main sponsor. Gli subentrò così l'avvocato Piercarlo Mantovani, già alla guida del club stellato dal 2001 al 2012, il quale rassicurò la tifoseria in merito al superamento delle difficoltà che stava attraversando la società, in attesa di una nuova assemblea dei soci. L'esordio in campionato, nonostante queste notizie, fu comunque più che positivo: il club stellato batté infatti alla prima giornata il Milano Rossoblu con un perentorio 7-1 ed in seguito mantenne la testa della classifica sino a metà girone d'andata, che chiuse al quarto posto (a una manciata di punti dalla vetta) piazzamento che decretò, per la coppa Italia, lo scontro con la quinta in classifica (il Milano Rossoblu) per l'accesso alla final four. Proprio pochi giorni prima dello scontro qualificazione per l'accesso alla finale di coppa Italia (che l'Asiago non raggiungerà, perdendo gara-1 ai rigori e gara-2 all'overtime), l'Asiago mise sotto contratto il quarto (ed ultimo per le norme sui transfer card) straniero del roster, il centro canadese Taylor Carnevale, soffiato al Bolzano e che arrivava comunque da un taglio dai Löwen Frankfurt (in DEL) a seguito di problemi di salute. Sul finire della stagione l'Asiago riconquisterà la vetta della classifica, che chiuderà al primo posto appaiato al Val Pusteria, ma in virtù della classifica avulsa verrà classificato secondo.

#### Master Round
Grazie al raggiungimento della vetta della classifica, l'Asiago venne inserito nel master round (girone che raggruppava le prime 6 classificate al termine della regular season). Durante tale fase del campionato, che l'Asiago condurrà sempre solitario in testa alla classifica, recupererà una pedina fondamentale del reparto arretrato, il vicecapitano Michele Strazzabosco, fuori per tre mesi a causa di un brutto infortunio alla testa, mentre cederà l'attaccante Carnevale (preso da poco) al Bolzano, fortemente interessato al giocatore. Al posto di Carnevale, come quarto straniero a completare i transfer card a disposizione della rosa, verrà messo sotto contratto (dapprima con un try-out di 15 giorni, e in seguito verrà confermato) l'ex centro della prima linea del Gherdeina, Anthony Nigro, appena tagliato dalla società altoatesina a causa di un brutto infortunio che impediva al giocatore di riprendere l'attività.

### Playoff
Grazie al raggiungimento del primo posto nel master round, gli stellati dovettero attendere, per conoscere l'avversaria dei quarti di finale, lo spareggio tra ottava (Appiano) e nona (Cortina) classificata, dato che con la nuova formula dei playoff le ultime squadre in classifica, con l'eccezione dell'ultima, esclusa a priori dai playoff, dovevano disputare degli spareggi per entrare nei quarti. Fu la squadra altoatesina ad avere la meglio nella serie best-of-three contro l'altra compagine veneta del campionato, ai quarti di finale l'Asiago sfidò quindi (serie best-of-seven) l'Appiano.

#### Quarti di finale
Contro i favori del pronostico l'Appiano sbancò l'Hodegart in gara-1 (3-4), sfiorando l'impresa anche in gara-2, dove, davanti per due reti a zero a 90 secondi dal termine dei 60 minuti, l'impresa l'ottenne invece l'Asiago, che riuscì ad accorciare e poi a pareggiare la partita giocando sempre senza portiere, sino a raggiungere il gol della sudden death nei primissimi minuti dell'overtime. Al termine della partita l'Asiago perderà però Kevin DeVergilio per ben 8 giornate (l'Asiago in seguito presenterà ricorso ma verrà respinto), squalificato per una carica alla testa (contestata dall'Asiago) durante una rissa nell'intervallo tra gli ultimi due drittel. Oltre a Matteo Tessari e Michael Messner, squalificati per una giornata, la quaterna arbitrale non imporrà invece nessun'altra penalità ai giocatori dell'Appiano, nonostante un brutto fallo del giocatore Tony DeHart ripreso dalle telecamere. L'Asiago in seguito vinse anche gara-3 (per 5-2) dopo essere stato sotto 1-0 nel primo drittel, a riprova della gran prestazione in questi playoff scudetto (che vennero disputati per la prima volta nella propria storia dalla squadra altoatesina) del team gialloblu, nonostante si fosse classificato all'ultimo posto nella griglia playoff. Proprio la grande determinazione della squadra di Appiano porterà i gialloblu a pareggiare la serie in gara-4, chiusa tra le polemiche in quanto mal arbitrata dagli stessi arbitri di gara-2: nel terzo drittel infatti, verrà comminato un 5+20 (penalità partita) a Diego Iori dell'Asiago a seguito di una clamorosa svista arbitrale: il portiere dell'Appiano Gianluca Vallini veniva infatti colpito al volto da una stecca da un proprio compagno di squadra (Philipp Platter), con gli arbitri che sanzioneranno però inspiegabilmente Iori, lontanissimo dall'azione di gioco. L'Asiago, costretto a giocare per 5 minuti con un uomo in meno, vedrà quindi vanificate le possibilità di rimonta, come era invece successo in gara-2. In seguito alle immagini televisive il giocatore non verrà tuttavia squalificato per gara-5, gara che viene vinta nettamente dall'Asiago (ma solo negli ultimi minuti di gioco), nella quale si registrano ancora polemiche per un brutto fallo non sanzionato ai danni di Federico Benetti dell'Asiago, costretto ad uscire dal ghiaccio sanguinante in volto e rimediando 15 punti di sutura oltre che la perdita di un dente, l'Asiago poi perderà anche Nicola Tessari, costretto ad uscire in stato confusionario per un'altra carica. Gara 6 testimonia l'incertezza della serie, l'Appiano infatti si porta già nel primo drittel sul 3-0 (complice un Marozzi molto insicuro, come del resto nelle ultime gare) e in seguito sul 5-2 con l'Asiago che però, nonostante una prestazione molto sotto tono, si porterà sul 5-4 negli ultimissimi minuti, sfiorando il gol del pareggio sulla sirena con Sean Bentivoglio. Non riuscirà l'impresa quindi come in gara-2 e la serie sarà portata sul 3-3. Durante la partita inoltre l'Asiago perderà Marco Magnabosco, schierato da Parco come centro della prima linea, a causa di una bruttissima entrata sul ginocchio (il giocatore uscirà dal ghiaccio sorretto dai compagni), sanzionata con soli 2 minuti di penalità che faranno infuriare la panchina giallorossa. Archiviata la partita, comunque vinta con merito dagli avversari, le squadre si giocano tutto nella decisiva gara-7. Alla bella l'Asiago si porta sul 2-0, ma poi verrà raggiunto sul 2-2. La serie ritorna quindi ad essere in bilico, sino a quando un errore difensivo da parte di un giocatore ospite (che scaglia il disco in tribuna) non permetterà all'Asiago, in powerplay, di portarsi nuovamente in vantaggio. Non ce la farà l'Appiano ad impattare nuovamente, e l'Asiago chiuderà partita e serie vincendo 4-2 e raggiungendo la sua sedicesima semifinale playoff, dove ad attenderlo vi è il Milano Rossoblu, vincitore del match contro il Valpellice, nella sfida tra quarta e quinta classificata.

#### Semifinale
Gara-1 di semifinale si apre con un gran pressing da parte dell'Asiago, che alla fine, come del resto nel quarto di finale, andrà a tirare in porta addirittura il triplo rispetto agli avversari. Nonostante questo dominio, proprio come contro l'Appiano l'inizio della partita pare stregato per i giallorossi: il Milano infatti passerà in vantaggio col primo tiro e successivamente si porterà sullo 0-2 a causa di un clamoroso autogol di Dave Borrelli. La scossa degli stellati non si farà però attendere, e grazie alla sassaiola cui è bersaglio la gabbia rossoblu, l'Asiago ribalta il match che chiude in scioltezza sul punteggio di 5-2. Da registrare in questo avvio di semifinale ancora la squalifica di DeVergilio e l'assenza di Magnabosco che induranno coach John Parco a schierare Matteo Tessari in prima linea. Assenti anche alcuni giovani, impegnati nei playoff under-20. Gara-2, giocata a Milano, rimane equilibrata solo nel primo drittel, poi esce il maggior tasso tecnico dell'Asiago che chiude la gara agevolmente sul 4-1; Asiago che farà sua anche gara-3 (portandosi così sul 3-0 nella serie) ma questa volta dopo una partita più combattuta, vinta con una sola rete di scarto (3-2) e che ha visto di nuovo i meneghini in vantaggio, per 2-0, come peraltro in gara 2, per poi essere rimontati. In gara-4 (dove finalmente rientra lo squalificato DeVergilio) non c'è storia e a Milano l'Asiago conquista facilmente (5-2) la finale scudetto, la decima della propria storia nei playoff, dopo aver vinto tutte le partite delle semifinali.

#### Finale
In finale l'Asiago incontra il Renon - vincitore della semifinale contro il Val Pusteria - rievocando quindi la finale del 2010 (che vide l'Asiago vincere il suo secondo scudetto). Questa volta però gli incontri casalinghi del team altoatesino si tennero a Collalbo e non più a Bolzano come nella sfida di 5 anni prima (giocati allora a Bolzano per la maggior capienza del PalaOnda rispetto all'Arena Ritten, nel tentativo di richiamare un maggior numero di spettatori da parte della società del Renon).

Gara-1 si gioca su un equilibrio totale, tanto che si deve arrivare all'overtime (da 20 minuti) dopo i parziali di 1-1; 1-1 e 0-0. Ed è proprio a 7 secondi dalla fine dell'OT che la partita viene decisa: Bentivoglio a 20 secondi dal termine prende 2 minuti per un fallo di reazione (il suo avversario invece colpevolmente non viene sanzionato), ed in 4 contro 3 il Renon passa, aggiudicandosi la contesa dopo 79 minuti e 53 secondi di gioco.
Anche gara-2 viene giocata alla pari, ma è l'Asiago questa volta ad imporsi, dopo che, come in gara-1, passa per primo in vantaggio. Riuscirà poi a condurre in porto la gara (3-4) espugnando così il ghiaccio di Collalbo dove il fattore campo non si fa sentire anche grazie al numerosissimo pubblico proveniente dall'altopiano (oltre 300 tifosi). In gara-3 a sorpresa l'allenatore del Renon non fa giocare il portiere titolare (l'austriaco Fabian Weinhandl) in modo da poter schierare tra gli uomini di movimento tutti i suoi giocatori stranieri (col limite imposto di 4 transfer card infatti, la squadra di Collalbo, che aveva rinforzato la rosa sul finire di stagione mettendo sotto contratto Justin DiBenedetto, era costretta a fare sistematicamente turnover). La scelta non si rivelerà però azzeccata: anche a causa dell'insicurezza di Roland Fink infatti, schierato a difesa della gabbia altoatesina, l'Asiago nel terzo drittel si porterà in doppio vantaggio (pur dopo essere stato sotto durante la partita) col risultato di 5-3 tenuto sino a pochi minuti dalla fine. Non basterà la quarta rete per gli uomini allenati da Marty Raymond e l'Asiago farà così sua anche gara-3. Gara-4 si gioca nel solito equilibrio: l'Asiago va sotto, poi rimonta e sorpassa i padroni di casa ma si fa raggiungere sul finire del terzo tempo dal Renon (che in questa partita torna a schierare Weinhandl in porta). Si va così all'overtime dove l'Asiago sfiora anche la rete della sudden death con un tiro dalla blu di Michele Strazzabosco (alle sue ultime apparizioni prima di appendere i pattini al chiodo) che coglie il palo. La partita deve essere quindi decisa ai tiri di rigore, dove il Renon segna una rete in più dei giallorossi (sfortunatamente l'Asiago coglie un altro palo con capitan Borrelli) e si assicura così la gara portando la serie sul 2-2. Gara-5 si gioca la vigilia di Pasqua. Nonostante il clima assai freddo per la stagione (con temperature quasi sotto zero) l'atmosfera all'interno dell'Hodegart è caldissima: il palazzetto fa infatti registrare il tutto esaurito già diverse ore prima dell'inizio del match. L'Asiago, grazie anche all'apporto del pubblico, parte fortissimo e chiude il primo drittel sul 2-0. Il Renon riapre però la contesa all'inizio del periodo centrale, sfruttando una lunga superiorità numerica (2+2) in parte già giocata anche nel primo tempo. L'Asiago però non ci sta ed allunga immediatamente, portandosi con un micidiale uno-due sul 4-1 (prima volta che la serie si gioca con 3 gol di scarto). Condurrà poi agevolmente la gara per il resto della partita, chiudendola sul 5-1 grazie alla rete in empty net ed arrivando così a giocarsi il primo match point per la conquista del titolo. La sesta gara si gioca nel giorno di Pasquetta e si apre con una clamorosa notizia: Bentivoglio, top scorer dell'Asiago, non è della contesa in quanto ritornato in Canada per motivi famigliari (per assistere alla nascita della sua prima figlia, con la moglie ricoverata in anticipo sui tempi previsti per il parto). L'Asiago recupera però Magnabosco dopo il lungo infortunio ma perde quasi subito Miglioranzi (miglior marcatore italiano nei playoff) dopo una brutta botta contro la balaustra causata da uno sgambetto (nemmeno sanzionato). Il giocatore terminerà così la stagione (per lui frattura scomposta dell'omero del braccio sinistro). Il primo drittel si chiude sullo 0-0 con una clamorosa traversa (il disco quasi rimbalza sulla linea di porta) colta dall'Asiago mentre il secondo tempo sull'1-1. Nel terzo tempo il Renon passa a 6 minuti dalla fine, subito dopo aver rischiato di andare sotto. L'Asiago non riesce a pareggiare e la partita termina con la prima vittoria entro i 60 minuti di gioco del Renon. Tutto è quindi rimandato alla decisiva gara-7 in programma 3 giorni dopo.
Nella decisiva gara-7, che fa registrare il tutto esaurito già da due giorni, l'Asiago recupera Bentivoglio, rientrato dal Canada ma perde definitivamente Miglioranzi (operato in mattinata e costretto a seguire il match dall'ospedale) mentre il Renon gioca al gran completo (a parte la solita assenza di DiBenedetto, sempre out per turnover). È l'Asiago a fare la partita e nel primo drittel si porta presto sul 2-0 (con Ulmer e DeVergilio che segnano ambedue su deviazioni da tiri dalla blu) ma verso la fine del tempo, prima in 5 vs 3 e poi in 5 vs 4 il Renon incredibilmente pareggia. Il secondo tempo scorre via piuttosto equilibrato, anche se è sempre l'Asiago a premere di più e a sfiorare più volte la rete, ma si chiude sul parziale di 0-0. Il terzo drittel vede ancora l'Asiago più determinato rispetto agli avversari: un fallo su DeVergilio involato a rete determina anche un tiro di rigore (tirato però centrale da DeVergilio) ma verso la fine del tempo l'Asiago meritatamente segna (con un'altra deviazione, questa volta di Borrelli, in powerplay). Il Renon allora si scuote e prova a rientrare in partita, cogliendo anche un palo. Il tempo però passa così a un minuto dalla fine il Renon tenta la carta del sesto uomo di movimento: un errore in impostazione però fa partire Bentivoglio in contropiede che serve DeVergilio il quale sigla la facile rete del 4-2 in emptynet. L'Asiago si aggiudica così partita, serie ma soprattutto lo scudetto, il quinto della propria storia.

## Piazzamento
- Campionato: 1º posto in serie A (2° in regular season[9]) e conquista del quinto scudetto.
- Coppa Italia: perde la sfida per l'accesso alla final four

## Roster
| #  | Naz.                   | Giocatore                | Data di Nascita | Luogo di Nascita | Altezza (cm) | Peso (kg) | Ruolo               | Stecca (Presa) |
| -- | ---------------------- | ------------------------ | --------------- | ---------------- | ------------ | --------- | ------------------- | -------------- |
| 1  | Canada-Italia          | Vincenzo Marozzi         | 03/04/1990      | Edmonton         | 183          | 79        | Portiere            | Sinistra       |
| 65 | Italia (bandiera)      | Alessandro Tura →        | 26/05/1991      | Asiago           | 181          | 76        | Portiere            | Sinistra       |
| ?  | Italia (bandiera)      | Davide Mantovani →       | 14/04/1995      | Asiago           | 187          | 84        | Portiere            | Sinistra       |
| ?  | Italia (bandiera)      | Edoardo Mantovani →      | 05/04/1992      | Asiago           | 182          | 77        | Portiere            | Sinistra       |
| 23 | Italia (bandiera)      | Stefano Marchetti        | 10/11/1986      | Trento           | 181          | 74        | Difensore           | Sinistra       |
| 4  | Canada-Italia          | Daniel Sullivan          | 26/04/1987      | Scarborough      | 181          | 85        | Difensore           | Sinistra       |
| 6  | Italia (bandiera)      | Luca Mattivi →           | 04/07/1995      | Trento           | 190          | 83        | Difensore           | Sinistra       |
| 96 | Italia (bandiera)      | Michele Strazzabosco (A) | 02/06/1976      | Asiago           | 193          | 98        | Difensore           | Sinistra       |
| 7  | Italia (bandiera)      | Andrea Strazzabosco →    | 07/10/1994      | Asiago           | 182          | 78        | Difensore           | Destra         |
| 17 | Italia (bandiera)      | Lorenzo Casetti          | 14/09/1993      | Trento           | 190          | 80        | Difensore           | Sinistra       |
| 24 | Canada (bandiera)      | Scott Hotham             | 19/07/1984      | Barrie           | 188          | 91        | Difensore           | Destra         |
| 15 | Italia (bandiera)      | Enrico Miglioranzi ↑     | 08/10/1991      | Padova           | 183          | 82        | Difensore           | Sinistra       |
| 26 | Italia (bandiera)      | Nicola Munari →          | ?               | ?                | ?            | ?         | Difensore           | ?              |
| 18 | Canada (bandiera)      | Layne Ulmer              | 14/09/1980      | North Battleford | 186          | 95        | Centro              | Sinistra       |
| 19 | Canada-Italia          | Sean Bentivoglio         | 16/10/1985      | Thorold          | 180          | 84        | Centro/Ala sinistra | Sinistra       |
| 10 | Canada-Italia          | Dave Borrelli (C)        | 04/01/1981      | Sault Ste. Marie | 176          | 81        | Centro              | Sinistra       |
| 51 | Stati Uniti (bandiera) | Kevin DeVergilio         | 01/08/1986      | Sterling Heights | 183          | 84        | Centro              | Destra         |
| 14 | Italia (bandiera)      | Matteo Tessari           | 30/07/1989      | Asiago           | 184          | 82        | Centro              | Sinistra       |
| 9  | Italia (bandiera)      | Nicola Tessari           | 10/11/1987      | Asiago           | 175          | 75        | Ala sinistra        | Sinistra       |
| 55 | Italia (bandiera)      | Federico Benetti (A)     | 08/06/1986      | Asiago           | 170          | 75        | Ala                 | Destra         |
| 11 | Italia (bandiera)      | Mirko Presti             | 29/09/1991      | Asiago           | 180          | 77        | Ala                 | Sinistra       |
| 16 | Italia (bandiera)      | Michele Stevan           | 11/03/1993      | Asiago           | 181          | 79        | Ala                 | Sinistra       |
| 95 | Italia (bandiera)      | Marco Magnabosco →       | 12/08/1995      | Asiago           | 167          | 70        | Attaccante          | Destra         |
| 88 | Italia (bandiera)      | Fabrizio Pace →          | 11/10/1995      | Torino           | 175          | 72        | Attaccante          | Sinistra       |
| 61 | Italia (bandiera)      | Simone Olivero →         | 06/04/1995      | Torino           | 185          | 75        | Attaccante          | Sinistra       |
| 27 | Italia (bandiera)      | Diego Iori               | 20/05/1986      | Cavalese         | 168          | 75        | Ala sinistra        | Sinistra       |
| 15 | [ 12 ]                 | Radovan Gabri →          | 15/06/1994      | ?                | ?            | ?         | Attaccante          | ?              |
| 91 | Canada (bandiera)      | Taylor Carnevale ↑↑ ↓    | 15/03/1991      | Mississauga      | 180          | 87        | Centro              | Destra         |
| 13 | Canada (bandiera)      | Anthony Nigro ↑↑↑        | 11/01/1990      | Vaughan          | 183          | 84        | Centro/Ala          | Sinistra       |

↑ dal 02/10/2014

↑↑ dal 25/11/2014 ↓ al 14/01/2015

↑↑↑ dal 19/01/2015

→ parte della stagione in prestito al farm team Pergine

### Organigramma societario
Area direttiva
- Presidente: avv. Piercarlo Mantovani

Staff tecnico
- Capo allenatore: John Parco
- Assistente allenatore: Franco Vellar